# Primetime Emmy-díj a legjobb női mellékszereplőnek (vígjátéksorozat)
A Primetime Emmy-díj a legjobb női mellékszereplőnek (vígjátéksorozat) elismerést az Emmy-díjátadó gálán adják át, 1954 óta.
Kezdetben a mellékszereplő kategóriát még nem bontották szét műfaj, illetve nemek szerint sem. A 22. díjátadótól versenyeznek a női mellékszereplők külön kategóriában. A díjazottak között azonban sokáig együttesen értékelték a minisorozatok és tévéfilmek szereplőit, továbbá a vendégszereplőket is.
A legtöbb győzelmet (négy-négy alkalommal) Rhea Perlman (Taxi) és Doris Roberts (Szeretünk Raymond) szerezte. A legtöbb, tíz-tíz jelölést Perlman és Loretta Swit (MASH) kapta. a Saturday Night Live női mellékszereplőit összesen tizenöt alkalommal jelölték a kategóriában, ebből két alkalommal bizonyultak a legjobbnak.

## Győztesek és jelöltek

### 1950-es évek
| Év                                               | Színésznő                             | Színésznő                              | Szerep                                 | Cím                                   | Csatorna                              |
| Legjobb női mellékszereplő sorozatban            | Legjobb női mellékszereplő sorozatban | Legjobb női mellékszereplő sorozatban  | Legjobb női mellékszereplő sorozatban  | Legjobb női mellékszereplő sorozatban | Legjobb női mellékszereplő sorozatban |
| 1954 6. gála                                     |                                       |                                        |                                        |                                       |                                       |
| ------------------------------------------------ | ------------------------------------- | -------------------------------------- | -------------------------------------- | ------------------------------------- | ------------------------------------- |
| 1954 6. gála                                     |                                       | Vivian Vance                           | Ethel Mertz                            | I Love Lucy                           | CBS                                   |
| 1954 6. gála                                     | Bea Benaderet                         | Blanche Morton                         | The George Burns and Gracie Allen Show | CBS                                   |                                       |
| 1954 6. gála                                     | Ruth Gilbert                          | több szereplő                          | The Milton Berle Show                  | NBC                                   |                                       |
| 1954 6. gála                                     | Marion Lorne                          | Mrs. Gurney                            | Mister Peepers                         | NBC                                   |                                       |
| 1954 6. gála                                     | Audrey Meadows                        | Alice Kramden                          | The Jackie Gleason Show                | CBS                                   |                                       |
| Legjobb női mellékszereplő rendszeres sorozatban |                                       |                                        |                                        |                                       |                                       |
| 1955 7. gála                                     |                                       |                                        |                                        |                                       |                                       |
|                                                  | Audrey Meadows                        | Alice Kramden                          | The Jackie Gleason Show                | CBS                                   |                                       |
| Bea Benaderet                                    | Blanche Morton                        | The George Burns and Gracie Allen Show | CBS                                    |                                       |                                       |
| Jean Hagen                                       | Margaret Williams                     | Make Room for Daddy                    | ABC                                    |                                       |                                       |
| Marion Lorne                                     | Mrs. Gurney                           | Mister Peepers                         | NBC                                    |                                       |                                       |
| Vivian Vance                                     | Ethel Mertz                           | I Love Lucy                            | CBS                                    |                                       |                                       |
| 1956 8. gála                                     |                                       |                                        |                                        |                                       |                                       |
|                                                  | Nanette Fabray                        | több szereplő                          | Caesar's Hour                          | NBC                                   |                                       |
| Ann B. Davis                                     | Charmaine Schultz                     | The Bob Cummings Show                  | CBS                                    |                                       |                                       |
| Jean Hagen                                       | Margaret Williams                     | Make Room for Daddy                    | ABC                                    |                                       |                                       |
| Audrey Meadows                                   | Alice Kramden                         | The Honeymooners                       | CBS                                    |                                       |                                       |
| Thelma Ritter                                    | Aggie Hurley                          | Fényes esküvő (The Catered Affair)     | NBC                                    |                                       |                                       |
| 1957 9. gála                                     |                                       |                                        |                                        |                                       |                                       |
|                                                  | Pat Carroll                           | több szereplő                          | Caesar's Hour                          | NBC                                   |                                       |
| Ann B. Davis                                     | Charmaine Schultz                     | The Bob Cummings Show                  | CBS                                    |                                       |                                       |
| Audrey Meadows                                   | Alice Kramden                         | The Jackie Gleason Show                | CBS                                    |                                       |                                       |
| Mildred Natwick                                  | Madame Arcati                         | Blithe Spirit                          | CBS                                    |                                       |                                       |
| Vivian Vance                                     | Ethel Mertz                           | I Love Lucy                            | CBS                                    |                                       |                                       |
| 1958 10. gála                                    |                                       |                                        |                                        |                                       |                                       |
|                                                  | Ann B. Davis                          | Charmaine Schultz                      | The Bob Cummings Show                  | CBS / NBC                             |                                       |
| Pat Carroll                                      | több szereplő                         | Caesar's Hour                          | NBC                                    |                                       |                                       |
| Marion Lorne                                     | Myrtle Banford                        | Sally                                  | NBC                                    |                                       |                                       |
| Verna Felton                                     | Hilda Crocker                         | December Bride                         | CBS                                    |                                       |                                       |
| Vivian Vance                                     | Ethel Mertz                           | I Love Lucy                            | CBS                                    |                                       |                                       |
| 1959 11. gála                                    |                                       |                                        | CBS                                    |                                       |                                       |
|                                                  | Ann B. Davis                          | Charmaine Schultz                      | The Bob Cummings Show                  | NBC                                   |                                       |
| Rosemary DeCamp                                  | Margaret MacDonald                    | The Bob Cummings Show                  | NBC                                    |                                       |                                       |
| Elinor Donahue                                   | Betty                                 | Father Knows Best                      | CBS / NBC                              |                                       |                                       |
| Verna Felton                                     | Hilda Crocker                         | December Bride                         | CBS                                    |                                       |                                       |
| Kathleen Nolan                                   | Kate McCoy                            | The Real McCoys                        | ABC                                    |                                       |                                       |
| ZaSu Pitts                                       | Susanna Pomeroy                       | The Gale Storm Show                    | CBS                                    |                                       |                                       |

### 1960-as évek
- 1960: nem osztottak ki díjat
- 1961: nem osztottak ki díjat
- 1962: nem osztottak ki díjat
- 1963: nem osztottak ki díjat
- 1964: nem osztottak ki díjat
- 1965: nem osztottak ki díjat
- 1966: Alice Pearce - Bewitched
- 1967: Frances Bavier - The Andy Griffith Show
- 1968: Marion Lorne - Bewitched
- 1969: nem osztottak ki díjat

### 1970-es évek
- 1970: Karen Valentine - Room 222
- 1971: Valerie Harper - The Mary Tyler Moore Show
- 1972: Valerie Harper - The Mary Tyler Moore Show Sally Struthers, All in the Family
- 1973: Valerie Harper - The Mary Tyler Moore Show
- 1974: Cloris Leachman - The Mary Tyler Moore Show
- 1975: Betty White - The Mary Tyler Moore Show
- 1976: Betty White - The Mary Tyler Moore Show
- 1977: Mary Kay Place - Mary Hartman, Mary Hartman
- 1978: Julie Kavner - Rhoda
- 1979: Sally Struthers - All in the Family

### 1980-as évek
| Év                                                                | Színésznő                                                         | Színésznő                                                         | Szerep                                                            | Cím                                                               | Adó                                                               |
| Legjobb női mellékszereplő (vígjáték, varieté vagy zenés sorozat) | Legjobb női mellékszereplő (vígjáték, varieté vagy zenés sorozat) | Legjobb női mellékszereplő (vígjáték, varieté vagy zenés sorozat) | Legjobb női mellékszereplő (vígjáték, varieté vagy zenés sorozat) | Legjobb női mellékszereplő (vígjáték, varieté vagy zenés sorozat) | Legjobb női mellékszereplő (vígjáték, varieté vagy zenés sorozat) |
| 1980 32. gála                                                     |                                                                   |                                                                   |                                                                   |                                                                   |                                                                   |
| ----------------------------------------------------------------- | ----------------------------------------------------------------- | ----------------------------------------------------------------- | ----------------------------------------------------------------- | ----------------------------------------------------------------- | ----------------------------------------------------------------- |
| 1980 32. gála                                                     |                                                                   | Loretta Swit                                                      | Margaret Houlihan őrnagy                                          | M*A*S*H                                                           | CBS                                                               |
| 1980 32. gála                                                     | Loni Anderson                                                     | Jennifer Marlowe                                                  | WKRP in Cincinnati                                                | CBS                                                               |                                                                   |
| 1980 32. gála                                                     | Polly Holliday                                                    | Florence Jean Castleberry                                         | Alice                                                             | CBS                                                               |                                                                   |
| 1980 32. gála                                                     | Inga Swenson                                                      | Gretchen Kraus                                                    | Benson                                                            | ABC                                                               |                                                                   |
| 1981 33. gála                                                     |                                                                   |                                                                   |                                                                   |                                                                   |                                                                   |
|                                                                   | Eileen Brennan                                                    | Doreen Lewis százados                                             | Private Benjamin                                                  | CBS                                                               |                                                                   |
| Loni Anderson                                                     | Jennifer Marlowe                                                  | WKRP in Cincinnati                                                | CBS                                                               |                                                                   |                                                                   |
| Marla Gibbs                                                       | Florence Johnston                                                 | The Jeffersons                                                    | CBS                                                               |                                                                   |                                                                   |
| Anne Meara                                                        | Veronica Rooney                                                   | Archie Bunker's Place                                             | CBS                                                               |                                                                   |                                                                   |
| Loretta Swit                                                      | Margaret Houlihan őrnagy                                          | M*A*S*H                                                           | CBS                                                               |                                                                   |                                                                   |
| 1982 34. gála                                                     |                                                                   |                                                                   |                                                                   |                                                                   |                                                                   |
|                                                                   | Loretta Swit                                                      | Margaret Houlihan őrnagy                                          | M*A*S*H                                                           | CBS                                                               |                                                                   |
| Eileen Brennan                                                    | Doreen Lewis százados                                             | Private Benjamin                                                  | CBS                                                               |                                                                   |                                                                   |
| Marla Gibbs                                                       | Florence Johnston                                                 | The Jeffersons                                                    | CBS                                                               |                                                                   |                                                                   |
| Andrea Martin                                                     | több szereplő                                                     | SCTV Network                                                      | NBC                                                               |                                                                   |                                                                   |
| Anne Meara                                                        | Veronica Rooney                                                   | Archie Bunker's Place                                             | CBS                                                               |                                                                   |                                                                   |
| Inga Swenson                                                      | Gretchen Kraus                                                    | Benson                                                            | ABC                                                               |                                                                   |                                                                   |
| 1983 35. gála                                                     |                                                                   |                                                                   |                                                                   |                                                                   |                                                                   |
|                                                                   | Carol Kane                                                        | Simka Dahblitz                                                    | Taxi                                                              | NBC                                                               |                                                                   |
| Eileen Brennan                                                    | Doreen Lewis százados                                             | Private Benjamin                                                  | CBS                                                               |                                                                   |                                                                   |
| Marla Gibbs                                                       | Florence Johnston                                                 | The Jeffersons                                                    | CBS                                                               |                                                                   |                                                                   |
| Rhea Perlman                                                      | Carla Tortelli                                                    | Cheers                                                            | NBC                                                               |                                                                   |                                                                   |
| Loretta Swit                                                      | Margaret Houlihan őrnagy                                          | M*A*S*H                                                           | CBS                                                               |                                                                   |                                                                   |
| Legjobb női mellékszereplő vígjátéksorozatban                     |                                                                   |                                                                   |                                                                   |                                                                   |                                                                   |
| 1984 36. gála                                                     |                                                                   |                                                                   |                                                                   |                                                                   |                                                                   |
|                                                                   | Rhea Perlman                                                      | Carla Tortelli                                                    | Cheers                                                            | NBC                                                               |                                                                   |
| Julia Duffy                                                       | Stephanie Vanderkellen                                            | Newhart                                                           | CBS                                                               |                                                                   |                                                                   |
| Marla Gibbs                                                       | Florence Johnston                                                 | The Jeffersons                                                    | CBS                                                               |                                                                   |                                                                   |
| Paula Kelly                                                       | Liz Williams                                                      | Night Court                                                       | NBC                                                               |                                                                   |                                                                   |
| Marion Ross                                                       | Marion Cunningham                                                 | Happy Days                                                        | ABC                                                               |                                                                   |                                                                   |
| 1985 37. gála                                                     |                                                                   |                                                                   |                                                                   |                                                                   |                                                                   |
|                                                                   | Rhea Perlman                                                      | Carla Tortelli                                                    | Cheers                                                            | NBC                                                               |                                                                   |
| Selma Diamond                                                     | Selma Hacker                                                      | Night Court                                                       | NBC                                                               |                                                                   |                                                                   |
| Julia Duffy                                                       | Stephanie Vanderkellen                                            | Newhart                                                           | CBS                                                               |                                                                   |                                                                   |
| Marla Gibbs                                                       | Florence Johnston                                                 | The Jeffersons                                                    | CBS                                                               |                                                                   |                                                                   |
| Inga Swenson                                                      | Gretchen Kraus                                                    | Benson                                                            | ABC                                                               |                                                                   |                                                                   |
| 1986 38. gála                                                     |                                                                   |                                                                   |                                                                   |                                                                   |                                                                   |
|                                                                   | Rhea Perlman                                                      | Carla Tortelli                                                    | Cheers                                                            | NBC                                                               |                                                                   |
| Justine Bateman                                                   | Mallory Keaton                                                    | Családi kötelékek (Family Ties)                                   | NBC                                                               |                                                                   |                                                                   |
| Lisa Bonet                                                        | Denise Huxtable                                                   | Cosby                                                             | NBC                                                               |                                                                   |                                                                   |
| Keshia Knight Pulliam                                             | Rudy Huxtable                                                     | Cosby                                                             | NBC                                                               |                                                                   |                                                                   |
| Julia Duffy                                                       | Stephanie Vanderkellen                                            | Newhart                                                           | CBS                                                               |                                                                   |                                                                   |
| Estelle Getty                                                     | Sophia Petrillo                                                   | Öreglányok (The Golden Girls)                                     | NBC                                                               |                                                                   |                                                                   |
| 1987 39. gála                                                     |                                                                   |                                                                   |                                                                   |                                                                   |                                                                   |
|                                                                   | Jackée Harry                                                      | Sandra Clark                                                      | 227                                                               | NBC                                                               |                                                                   |
| Justine Bateman                                                   | Mallory Keaton                                                    | Családi kötelékek (Family Ties)                                   | NBC                                                               |                                                                   |                                                                   |
| Julia Duffy                                                       | Stephanie Vanderkellen                                            | Newhart                                                           | CBS                                                               |                                                                   |                                                                   |
| Estelle Getty                                                     | Sophia Petrillo                                                   | Öreglányok (The Golden Girls)                                     | NBC                                                               |                                                                   |                                                                   |
| Rhea Perlman                                                      | Carla Tortelli                                                    | Cheers                                                            | NBC                                                               |                                                                   |                                                                   |
| 1988 40. gála                                                     |                                                                   |                                                                   |                                                                   |                                                                   |                                                                   |
|                                                                   | Estelle Getty                                                     | Sophia Petrillo                                                   | The Golden Girls                                                  | NBC                                                               |                                                                   |
| Julia Duffy                                                       | Stephanie Vanderkellen                                            | Newhart                                                           | CBS                                                               |                                                                   |                                                                   |
| Jackée Harry                                                      | Sandra Clark                                                      | 227                                                               | NBC                                                               |                                                                   |                                                                   |
| Katherine Helmond                                                 | Mona Robinson                                                     | Ki a főnök? (Who's the Boss?)                                     | ABC                                                               |                                                                   |                                                                   |
| Rhea Perlman                                                      | Carla Tortelli                                                    | Cheers                                                            | NBC                                                               |                                                                   |                                                                   |
| 1989 41. gála                                                     |                                                                   |                                                                   |                                                                   |                                                                   |                                                                   |
|                                                                   | Rhea Perlman                                                      | Carla Tortelli                                                    | Cheers                                                            | NBC                                                               |                                                                   |
| Julia Duffy                                                       | Stephanie Vanderkellen                                            | Newhart                                                           | CBS                                                               |                                                                   |                                                                   |
| Faith Ford                                                        | Corky Sherwood                                                    | Murphy Brown                                                      | CBS                                                               |                                                                   |                                                                   |
| Estelle Getty                                                     | Sophia Petrillo                                                   | Öreglányok (The Golden Girls)                                     | NBC                                                               |                                                                   |                                                                   |
| Katherine Helmond                                                 | Mona Robinson                                                     | Ki a főnök? (Who's the Boss?)                                     | ABC                                                               |                                                                   |                                                                   |

### 1990-es évek
| Év                  | Színésznő                                  | Színésznő              | Szerep                    | Magyar cím            | Eredeti cím | Adó |
| 1990 42. gála       |                                            |                        |                           |                       |             |     |
| ------------------- | ------------------------------------------ | ---------------------- | ------------------------- | --------------------- | ----------- | --- |
| 1990 42. gála       |                                            | Bebe Neuwirth          | Dr. Lilith Sternin        | Cheers                | Cheers      | NBC |
| 1990 42. gála       | Julia Duffy                                | Stephanie Vanderkellen |                           | Newhart               | CBS         |     |
| 1990 42. gála       | Faith Ford                                 | Corky Sherwood         |                           | Murphy Brown          | CBS         |     |
| 1990 42. gála       | Estelle Getty                              | Sophia Petrillo        | Öreglányok                | The Golden Girls      | NBC         |     |
| 1990 42. gála       | Rhea Perlman                               | Carla Tortelli         | Cheers                    | Cheers                | NBC         |     |
| 1991 43. gála       |                                            |                        |                           |                       |             |     |
|                     | Bebe Neuwirth                              | Dr. Lilith Sternin     | Cheers                    | Cheers                | NBC         |     |
| Elizabeth Ashley    | Frieda Evans                               |                        | Evening Shade             | CBS                   |             |     |
| Faith Ford          | Corky Sherwood                             |                        | Murphy Brown              | CBS                   |             |     |
| Estelle Getty       | Sophia Petrillo                            | Öreglányok             | The Golden Girls          | NBC                   |             |     |
| Rhea Perlman        | Carla Tortelli                             | Cheers                 | Cheers                    | NBC                   |             |     |
| 1992 44. gála       |                                            |                        |                           |                       |             |     |
|                     | Laurie Metcalf                             | Jackie Harris          | Roseanne                  | Roseanne              | ABC         |     |
| Faith Ford          | Corky Sherwood                             |                        | Murphy Brown              | CBS                   |             |     |
| Estelle Getty       | Sophia Petrillo                            | Öreglányok             | The Golden Girls          | NBC                   |             |     |
| Alice Ghostley      | Bernice Clifton                            |                        | Designing Women           | CBS                   |             |     |
| Julia Louis-Dreyfus | Elaine Benes                               | Seinfeld               | Seinfeld                  | NBC                   |             |     |
| Frances Sternhagen  | Esther Clavin                              | Cheers                 | Cheers                    | NBC                   |             |     |
| 1993 45. gála       |                                            |                        |                           |                       |             |     |
|                     | Laurie Metcalf                             | Jackie Harris          | Roseanne                  | Roseanne              | ABC         |     |
| Shelley Fabares     | Christine Armstrong-Fox                    |                        | Coach                     | ABC                   |             |     |
| Sara Gilbert        | Darlene Conner                             | Roseanne               | Roseanne                  | ABC                   |             |     |
| Julia Louis-Dreyfus | Elaine Benes                               | Seinfeld               | Seinfeld                  | NBC                   |             |     |
| Rhea Perlman        | Carla Tortelli                             | Cheers                 | Cheers                    | NBC                   |             |     |
| 1994 46. gála       |                                            |                        |                           |                       |             |     |
|                     | Laurie Metcalf                             | Jackie Harris          | Roseanne                  | Roseanne              | ABC         |     |
| Shelley Fabares     | Christine Armstrong-Fox                    |                        | Coach                     | ABC                   |             |     |
| Faith Ford          | Corky Sherwood                             |                        | Murphy Brown              | CBS                   |             |     |
| Sara Gilbert        | Darlene Conner                             | Roseanne               | Roseanne                  | ABC                   |             |     |
| Julia Louis-Dreyfus | Elaine Benes                               | Seinfeld               | Seinfeld                  | NBC                   |             |     |
| Liz Torres          | Mahalia Sanchez                            |                        | The John Larroquette Show | NBC                   |             |     |
| 1995 47. gála       |                                            |                        |                           |                       |             |     |
|                     | Christine Baranski                         | Maryann Thorpe         | Cybill                    | Cybill                | CBS         |     |
| Lisa Kudrow         | Phoebe Buffay                              | Jóbarátok              | Friends                   | NBC                   |             |     |
| Julia Louis-Dreyfus | Elaine Benes                               | Seinfeld               | Seinfeld                  | NBC                   |             |     |
| Laurie Metcalf      | Jackie Harris                              | Roseanne               | Roseanne                  | ABC                   |             |     |
| Liz Torres          | Mahalia Sanchez                            |                        | The John Larroquette Show | NBC                   |             |     |
| 1996 48. gála       |                                            |                        |                           |                       |             |     |
|                     | Julia Louis-Dreyfus                        | Elaine Benes           | Seinfeld                  | Seinfeld              | NBC         |     |
| Christine Baranski  | Maryann Thorpe                             | Cybill                 | Cybill                    | CBS                   |             |     |
| Janeane Garofalo    | Paula                                      |                        | The Larry Sanders Show    | HBO                   |             |     |
| Jayne Meadows       | Alice Morgan-DuPont-Sutton-Cushing-Ferruke |                        | High Society              | CBS                   |             |     |
| Renée Taylor        | Sylvia Fine                                | A dadus                | The Nanny                 | CBS                   |             |     |
| 1997 49. gála       |                                            |                        |                           |                       |             |     |
|                     | Kristen Johnston                           | Sally Solomon          | Űrbalekok                 | 3rd Rock from the Sun | NBC         |     |
| Christine Baranski  | Maryann Thorpe                             | Cybill                 | Cybill                    | CBS                   |             |     |
| Janeane Garofalo    | Paula                                      |                        | The Larry Sanders Show    | HBO                   |             |     |
| Lisa Kudrow         | Phoebe Buffay                              | Jóbarátok              | Friends                   | NBC                   |             |     |
| Julia Louis-Dreyfus | Elaine Benes                               | Seinfeld               | Seinfeld                  | NBC                   |             |     |
| 1998 50. gála       |                                            |                        |                           |                       |             |     |
|                     | Lisa Kudrow                                | Phoebe Buffay          | Jóbarátok                 | Friends               | NBC         |     |
| Christine Baranski  | Maryann Thorpe                             | Cybill                 | Cybill                    | CBS                   |             |     |
| Kristen Johnston    | Sally Solomon                              | Űrbalekok              | 3rd Rock from the Sun     | NBC                   |             |     |
| Jane Leeves         | Daphne Moon                                | Frasier – A dumagép    | Frasier                   | NBC                   |             |     |
| Julia Louis-Dreyfus | Elaine Benes                               | Seinfeld               | Seinfeld                  | NBC                   |             |     |
| 1999 51. gála       |                                            |                        |                           |                       |             |     |
|                     | Kristen Johnston                           | Sally Solomon          | Űrbalekok                 | 3rd Rock from the Sun | NBC         |     |
| Lisa Kudrow         | Phoebe Buffay                              | Jóbarátok              | Friends                   | NBC                   |             |     |
| Lucy Liu            | Ling Woo                                   | Ally McBeal            | Ally McBeal               | Fox                   |             |     |
| Wendie Malick       | Nina Van Horn                              | Divatalnokok           | Just Shoot Me!            | NBC                   |             |     |
| Doris Roberts       | Marie Barone                               | Szeretünk Raymond      | Everybody Loves Raymond   | CBS                   |             |     |

### 2000-es évek
| Év                  | Színésznő                  | Színésznő                | Szerep                  | Magyar cím              | Eredeti cím  | Adó |
| 2000 52. gála       |                            |                          |                         |                         |              |     |
| ------------------- | -------------------------- | ------------------------ | ----------------------- | ----------------------- | ------------ | --- |
| 2000 52. gála       |                            | Megan Mullally           | Karen Walker            | Will és Grace           | Will & Grace | NBC |
| 2000 52. gála       | Jennifer Aniston           | Rachel Green             | Jóbarátok               | Friends                 | NBC          |     |
| 2000 52. gála       | Lisa Kudrow                | Phoebe Buffay            | Jóbarátok               | Friends                 | NBC          |     |
| 2000 52. gála       | Kim Cattrall               | Samantha Jones           | Szex és New York        | Sex and the City        | HBO          |     |
| 2000 52. gála       | Doris Roberts              | Marie Barone             | Szeretünk Raymond       | Everybody Loves Raymond | CBS          |     |
| 2001 53. gála       |                            |                          |                         |                         |              |     |
|                     | Doris Roberts              | Marie Barone             | Szeretünk Raymond       | Everybody Loves Raymond | CBS          |     |
| Jennifer Aniston    | Rachel Green               | Jóbarátok                | Friends                 | NBC                     |              |     |
| Lisa Kudrow         | Phoebe Buffay              | Jóbarátok                | Friends                 | NBC                     |              |     |
| Kim Cattrall        | Samantha Jones             | Szex és New York         | Sex and the City        | HBO                     |              |     |
| Megan Mullally      | Karen Walker               | Will és Grace            | Will & Grace            | NBC                     |              |     |
| 2002 54. gála       |                            |                          |                         |                         |              |     |
|                     | Doris Roberts              | Marie Barone             | Szeretünk Raymond       | Everybody Loves Raymond | CBS          |     |
| Kim Cattrall        | Samantha Jones             | Szex és New York         | Sex and the City        | HBO                     |              |     |
| Cynthia Nixon       | Miranda Hobbes             | Szex és New York         | Sex and the City        | HBO                     |              |     |
| Wendie Malick       | Nina Van Horn              | Divatalnokok             | Just Shoot Me!          | NBC                     |              |     |
| Megan Mullally      | Karen Walker               | Will és Grace            | Will & Grace            | NBC                     |              |     |
| 2003 55. gála       |                            |                          |                         |                         |              |     |
|                     | Doris Roberts              | Marie Barone             | Szeretünk Raymond       | Everybody Loves Raymond | CBS          |     |
| Kim Cattrall        | Samantha Jones             | Szex és New York         | Sex and the City        | HBO                     |              |     |
| Cynthia Nixon       | Miranda Hobbes             | Szex és New York         | Sex and the City        | HBO                     |              |     |
| Cheryl Hines        | Cheryl David               | Félig üres               | Curb Your Enthusiasm    | HBO                     |              |     |
| Megan Mullally      | Karen Walker               | Will és Grace            | Will & Grace            | NBC                     |              |     |
| 2004 56. gála       |                            |                          |                         |                         |              |     |
|                     | Cynthia Nixon              | Miranda Hobbes           | Szex és New York        | Sex and the City        | HBO          |     |
| Kim Cattrall        | Samantha Jones             | Szex és New York         | Sex and the City        | HBO                     |              |     |
| Kristin Davis       | Charlotte York Goldenblatt | Szex és New York         | Sex and the City        | HBO                     |              |     |
| Megan Mullally      | Karen Walker               | Will és Grace            | Will & Grace            | NBC                     |              |     |
| Doris Roberts       | Marie Barone               | Szeretünk Raymond        | Everybody Loves Raymond | CBS                     |              |     |
| 2005 57. gála       |                            |                          |                         |                         |              |     |
|                     | Doris Roberts              | Marie Barone             | Szeretünk Raymond       | Everybody Loves Raymond | CBS          |     |
| Conchata Ferrell    | Berta                      | Két pasi – meg egy kicsi | Two and a Half Men      | CBS                     |              |     |
| Holland Taylor      | Evelyn Harper              | Két pasi – meg egy kicsi | Two and a Half Men      | CBS                     |              |     |
| Megan Mullally      | Karen Walker               | Will és Grace            | Will & Grace            | NBC                     |              |     |
| Jessica Walter      | Lucille Bluth              | Az ítélet: család        | Arrested Development    | Fox                     |              |     |
| 2006 58. gála       |                            |                          |                         |                         |              |     |
|                     | Megan Mullally             | Karen Walker             | Will és Grace           | Will & Grace            | NBC          |     |
| Cheryl Hines        | Cheryl David               | Félig üres               | Curb Your Enthusiasm    | HBO                     |              |     |
| Elizabeth Perkins   | Celia Hodes                | Nancy ül a fűben         | Weeds                   | Showtime                |              |     |
| Jaime Pressly       | Joy Turner                 | A nevem Earl             | My Name Is Earl         | NBC                     |              |     |
| Alfre Woodard       | Betty Applewhite           | Született feleségek      | Desperate Housewives    | ABC                     |              |     |
| 2007 59. gála       |                            |                          |                         |                         |              |     |
|                     | Jaime Pressly              | Joy Turner               | A nevem Earl            | My Name Is Earl         | NBC          |     |
| Conchata Ferrell    | Berta                      | Két pasi – meg egy kicsi | Two and a Half Men      | CBS                     |              |     |
| Holland Taylor      | Evelyn Harper              | Két pasi – meg egy kicsi | Two and a Half Men      | CBS                     |              |     |
| Jenna Fischer       | Pam Beesly                 | Office                   | The Office              | NBC                     |              |     |
| Elizabeth Perkins   | Celia Hodes                | Nancy ül a fűben         | Weeds                   | Showtime                |              |     |
| Vanessa L. Williams | Wilhelmina Slater          | Ki ez a lány?            | Ugly Betty              | ABC                     |              |     |
| 2008 60. gála       |                            |                          |                         |                         |              |     |
|                     | Jean Smart                 | Regina Newly             | Nem ér a nevem          | Samantha Who?           | ABC          |     |
| Kristin Chenoweth   | Olive Snook                | Halottnak a csók         | Pushing Daisies         | ABC                     |              |     |
| Amy Poehler         | több szereplő              | Saturday Night Live      | Saturday Night Live     | NBC                     |              |     |
| Holland Taylor      | Evelyn Harper              | Két pasi – meg egy kicsi | Two and a Half Men      | CBS                     |              |     |
| Vanessa L. Williams | Wilhelmina Slater          | Ki ez a lány?            | Ugly Betty              | ABC                     |              |     |
| 2009 61. gála       |                            |                          |                         |                         |              |     |
|                     | Kristin Chenoweth          | Olive Snook              | Halottnak a csók        | Pushing Daisies         | ABC          |     |
| Jane Krakowski      | Jenna Maroney              | A stúdió                 | 30 Rock                 | NBC                     |              |     |
| Elizabeth Perkins   | Celia Hodes                | Nancy ül a fűben         | Weeds                   | Showtime                |              |     |
| Amy Poehler         | több szereplő              | Saturday Night Live      | Saturday Night Live     | NBC                     |              |     |
| Kristen Wiig        | több szereplő              | Saturday Night Live      | Saturday Night Live     | NBC                     |              |     |
| Vanessa L. Williams | Wilhelmina Slater          | Ki ez a lány?            | Ugly Betty              | ABC                     |              |     |

### 2010-es évek
| Év                                   | Színésznő                    | Színésznő                      | Szerep                    | Magyar cím                | Eredeti cím | Adó |
| 2010 62. gála                        |                              |                                |                           |                           |             |     |
| ------------------------------------ | ---------------------------- | ------------------------------ | ------------------------- | ------------------------- | ----------- | --- |
| 2010 62. gála                        |                              | Jane Lynch                     | Sue Sylvester             | Glee – Sztárok leszünk!   | Glee        | Fox |
| 2010 62. gála                        | Julie Bowen                  | Claire Dunphy                  | Modern család             | Modern Family             | ABC         |     |
| 2010 62. gála                        | Sofía Vergara                | Gloria Pritchett               | Modern család             | Modern Family             | ABC         |     |
| 2010 62. gála                        | Jane Krakowski               | Jenna Maroney                  | A stúdió                  | 30 Rock                   | NBC         |     |
| 2010 62. gála                        | Holland Taylor               | Evelyn Harper                  | Két pasi – meg egy kicsi  | Two and a Half Men        | CBS         |     |
| 2010 62. gála                        | Kristen Wiig                 | több szereplő                  | Saturday Night Live       | Saturday Night Live       | NBC         |     |
| 2011 63. gála                        |                              |                                |                           |                           |             |     |
|                                      | Julie Bowen                  | Claire Dunphy                  | Modern család             | Modern Family             | ABC         |     |
| Jane Krakowski                       | Jenna Maroney                | A stúdió                       | 30 Rock                   | NBC                       |             |     |
| Jane Lynch                           | Sue Sylvester                | Glee – Sztárok leszünk!        | Glee                      | Fox                       |             |     |
| Sofía Vergara                        | Gloria Pritchett             | Modern család                  | Modern Family             | ABC                       |             |     |
| Betty White                          | Elka Ostrovsky               | Vérmes négyes                  | Hot in Cleveland          | TV Land                   |             |     |
| Kristen Wiig                         | több szereplő                | Saturday Night Live            | Saturday Night Live       | NBC                       |             |     |
| 2012 64. gála                        |                              |                                |                           |                           |             |     |
|                                      | Julie Bowen                  | Claire Dunphy                  | Modern család             | Modern Family             | ABC         |     |
| Mayim Bialik                         | Dr. Amy Farrah Fowler        | Agymenők                       | The Big Bang Theory       | CBS                       |             |     |
| Kathryn Joosten (posztumusz jelölés) | Karen McCluskey              | Született feleségek            | Desperate Housewives      | ABC                       |             |     |
| Sofía Vergara                        | Gloria Pritchett             | Modern család                  | Modern Family             | ABC                       |             |     |
| Merritt Wever                        | Zoey Barkow                  | Jackie nővér                   | Nurse Jackie              | Showtime                  |             |     |
| Kristen Wiig                         | több szereplő                | Saturday Night Live            | Saturday Night Live       | NBC                       |             |     |
| 2013 65. gála                        |                              |                                |                           |                           |             |     |
|                                      | Merritt Wever                | Zoey Barkow                    | Jackie nővér              | Nurse Jackie              | Showtime    |     |
| Mayim Bialik                         | Dr. Amy Farrah Fowler        | Agymenők                       | The Big Bang Theory       | CBS                       |             |     |
| Julie Bowen                          | Claire Dunphy                | Modern család                  | Modern Family             | ABC                       |             |     |
| Sofía Vergara                        | Gloria Pritchett             | Modern család                  | Modern Family             | ABC                       |             |     |
| Anna Chlumsky                        | Amy Brookheimer              | Az alelnök                     | Veep                      | HBO                       |             |     |
| Jane Krakowski                       | Jenna Maroney                | A stúdió                       | 30 Rock                   | NBC                       |             |     |
| Jane Lynch                           | Sue Sylvester                | Glee – Sztárok leszünk!        | Glee                      | Fox                       |             |     |
| 2014 66. gála                        |                              |                                |                           |                           |             |     |
|                                      | Allison Janney               | Bonnie Plunkett                | Anyák gyöngye             | Mom                       | CBS         |     |
| Mayim Bialik                         | Dr. Amy Farrah Fowler        | Agymenők                       | The Big Bang Theory       | CBS                       |             |     |
| Julie Bowen                          | Claire Dunphy                | Modern család                  | Modern Family             | ABC                       |             |     |
| Anna Chlumsky                        | Amy Brookheimer              | Az alelnök                     | Veep                      | HBO                       |             |     |
| Kate McKinnon                        | több szereplő                | Saturday Night Live            | Saturday Night Live       | NBC                       |             |     |
| Kate Mulgrew                         | Galina "Red" Reznikov        | Narancs az új fekete           | Orange Is the New Black   | Netflix                   |             |     |
| 2015 67. gála                        |                              |                                |                           |                           |             |     |
|                                      | Allison Janney               | Bonnie Plunkett                | Anyák gyöngye             | Mom                       | CBS         |     |
| Mayim Bialik                         | Dr. Amy Farrah Fowler        | Agymenők                       | The Big Bang Theory       | CBS                       |             |     |
| Julie Bowen                          | Claire Dunphy                | Modern család                  | Modern Family             | ABC                       |             |     |
| Anna Chlumsky                        | Amy Brookheimer              | Az alelnök                     | Veep                      | HBO                       |             |     |
| Gaby Hoffmann                        | Ali Pfefferman               | Nincs titok                    | Transparent               | Amazon                    |             |     |
| Jane Krakowski                       | Jacqueline Voorhees          | A megtörhetetlen Kimmy Schmidt | Unbreakable Kimmy Schmidt | Netflix                   |             |     |
| Kate McKinnon                        | több szereplő                | Saturday Night Live            | Saturday Night Live       | NBC                       |             |     |
| Niecy Nash                           | Denise "DiDi" Ortley         | Meg-boldogulni                 | Getting On                | HBO                       |             |     |
| 2016 68. gála                        |                              |                                |                           |                           |             |     |
|                                      | Kate McKinnon                | több szereplő                  | Saturday Night Live       | Saturday Night Live       | NBC         |     |
| Anna Chlumsky                        | Amy Brookheimer              | Az alelnök                     | Veep                      | HBO                       |             |     |
| Gaby Hoffmann                        | Ali Pfefferman               | Nincs titok                    | Transparent               | Amazon                    |             |     |
| Judith Light                         | Shelly Pfefferman            | Nincs titok                    | Transparent               | Amazon                    |             |     |
| Allison Janney                       | Bonnie Plunkett              | Anyák gyöngye                  | Mom                       | CBS                       |             |     |
| Niecy Nash                           | Denise "DiDi" Ortley         | Meg-boldogulni                 | Getting On                | HBO                       |             |     |
| 2017 69. gála                        |                              |                                |                           |                           |             |     |
|                                      | Kate McKinnon                | több szereplő                  | Saturday Night Live       | Saturday Night Live       | NBC         |     |
| Vanessa Bayer                        | több szereplő                | Saturday Night Live            | Saturday Night Live       | NBC                       |             |     |
| Leslie Jones                         | több szereplő                | Saturday Night Live            | Saturday Night Live       | NBC                       |             |     |
| Anna Chlumsky                        | Amy Brookheimer              | Az alelnök                     | Veep                      | HBO                       |             |     |
| Kathryn Hahn                         | Raquel Fein                  | Nincs titok                    | Transparent               | Amazon                    |             |     |
| Judith Light                         | Shelly Pfefferman            | Nincs titok                    | Transparent               | Amazon                    |             |     |
| 2018 70. gála                        |                              |                                |                           |                           |             |     |
|                                      | Alex Borstein                | Susie Myerson                  | A káprázatos Mrs. Maisel  | The Marvelous Mrs. Maisel | Amazon      |     |
| Zazie Beetz                          | Vanessa "Van" Keefer         | Atlanta                        | Atlanta                   | FX                        |             |     |
| Aidy Bryant                          | több szereplő                | Saturday Night Live            | Saturday Night Live       | NBC                       |             |     |
| Leslie Jones                         | több szereplő                | Saturday Night Live            | Saturday Night Live       | NBC                       |             |     |
| Kate McKinnon                        | több szereplő                | Saturday Night Live            | Saturday Night Live       | NBC                       |             |     |
| Betty Gilpin                         | Debbie "Liberty Belle" Eagan | GLOW                           | GLOW                      | Netflix                   |             |     |
| Laurie Metcalf                       | Jackie Harris                | Roseanne                       | Roseanne                  | ABC                       |             |     |
| Megan Mullally                       | Karen Walker                 | Will és Grace                  | Will & Grace              | NBC                       |             |     |
| 2019 71. gála                        |                              |                                |                           |                           |             |     |
|                                      | Alex Borstein                | Susie Myerson                  | A káprázatos Mrs. Maisel  | The Marvelous Mrs. Maisel | Amazon      |     |
| Anna Chlumsky                        | Amy Brookheimer              | Az alelnök                     | Veep                      | HBO                       |             |     |
| Sian Clifford                        | Claire                       | Bolhafészek                    | Fleabag                   | BBC                       |             |     |
| Olivia Colman                        | keresztanya                  | Bolhafészek                    | Fleabag                   | BBC                       |             |     |
| Betty Gilpin                         | Debbie "Liberty Belle" Eagan | GLOW                           | GLOW                      | Netflix                   |             |     |
| Sarah Goldberg                       | Sally Reed                   | Barry                          | Barry                     | HBO                       |             |     |
| Marin Hinkle                         | Rose Weissman                | A káprázatos Mrs. Maisel       | The Marvelous Mrs. Maisel | Amazon                    |             |     |
| Kate McKinnon                        | több szereplő                | Saturday Night Live            | Saturday Night Live       | NBC                       |             |     |

### 2020-as évek
| Év                | Színésznő             | Színésznő                   | Szerep                       | Magyar cím                | Eredeti cím        | Adó    |
| 2020 72. gála     |                       |                             |                              |                           |                    |        |
| ----------------- | --------------------- | --------------------------- | ---------------------------- | ------------------------- | ------------------ | ------ |
| 2020 72. gála     |                       | Annie Murphy                | Alexis Rose                  |                           | Schitt's Creek     | Pop TV |
| 2020 72. gála     | Alex Borstein         | Susie Myerson               | A káprázatos Mrs. Maisel     | The Marvelous Mrs. Maisel | Amazon Prime Video |        |
| 2020 72. gála     | Marin Hinkle          | Rose Weissman               | A káprázatos Mrs. Maisel     | The Marvelous Mrs. Maisel | Amazon Prime Video |        |
| 2020 72. gála     | D’Arcy Carden         | Janet                       | A Jó Hely                    | The Good Place            | NBC                |        |
| 2020 72. gála     | Kate McKinnon         | több szereplő               | Saturday Night Live          | Saturday Night Live       | NBC                |        |
| 2020 72. gála     | Cecily Strong         | több szereplő               | Saturday Night Live          | Saturday Night Live       | NBC                |        |
| 2020 72. gála     | Betty Gilpin          | Debbie "Liberty Bell" Eagan | GLOW                         | GLOW                      | Netflix            |        |
| 2020 72. gála     | Yvonne Orji           | Molly Carter                | Bizonytalan                  | Insecure                  | HBO                |        |
| 2021 73. gála     |                       |                             |                              |                           |                    |        |
|                   | Hannah Waddingham     | Rebecca Welton              | Ted Lasso                    | Ted Lasso                 | Apple TV+          |        |
| Aidy Bryant       | több szereplő         | Saturday Night Live         | Saturday Night Live          | NBC                       |                    |        |
| Kate McKinnon     | több szereplő         | Saturday Night Live         | Saturday Night Live          | NBC                       |                    |        |
| Cecily Strong     | több szereplő         | Saturday Night Live         | Saturday Night Live          | NBC                       |                    |        |
| Hannah Einbinder  | Ava Daniels           | Hacks – A pénz beszél       | Hacks                        | HBO Max                   |                    |        |
| Rosie Perez       | Megan Briscoe         | A légikísérő                | The Flight Attendant         | HBO Max                   |                    |        |
| Juno Temple       | Keeley Jones          | Ted Lasso                   | Ted Lasso                    | Apple TV+                 |                    |        |
| 2022 74. gála     |                       |                             |                              |                           |                    |        |
|                   | Sheryl Lee Ralph      | Barbara Howard              | Abbott Általános Iskola      | Abbott Elementary         | ABC                |        |
| Alex Borstein     | Susie Myerson         | A káprázatos Mrs. Maisel    | The Marvelous Mrs. Maisel    | Amazon Prime Video        |                    |        |
| Hannah Einbinder  | Ava Daniels           | Hacks – A pénz beszél       | Hacks                        | HBO Max                   |                    |        |
| Janelle James     | Ava Coleman           | Abbott Általános Iskola     | Abbott Elementary            | ABC                       |                    |        |
| Kate McKinnon     | több szereplő         | Saturday Night Live         | Saturday Night Live          | NBC                       |                    |        |
| Sarah Niles       | Dr. Sharon Fieldstone | Ted Lasso                   | Ted Lasso                    | Apple TV+                 |                    |        |
| Juno Temple       | Keeley Jones          | Ted Lasso                   | Ted Lasso                    | Apple TV+                 |                    |        |
| Hannah Waddingham | Rebecca Welton        | Ted Lasso                   | Ted Lasso                    | Apple TV+                 |                    |        |
| 2023 75. gála     |                       | Ted Lasso                   | Ted Lasso                    | Apple TV+                 |                    |        |
|                   | Ayo Edebiri           | Sydney Adamu                | A mackó                      | The Bear                  | Prime Video        |        |
| Alex Borstein     | Susie Myerson         | A káprázatos Mrs. Maisel    | The Marvelous Mrs. Maisel    | Prime Video               |                    |        |
| Janelle James     | Ava Coleman           | Abbott Általános Iskola     | Abbott Elementary            | ABC                       |                    |        |
| Sheryl Lee Ralph  | Barbara Howard        | Abbott Általános Iskola     | Abbott Elementary            | ABC                       |                    |        |
| Juno Temple       | Keeley Jones          | Ted Lasso                   | Ted Lasso                    | Apple TV+                 |                    |        |
| Hannah Waddingham | Rebecca Welton        | Ted Lasso                   | Ted Lasso                    | Apple TV+                 |                    |        |
| Jessica Williams  | Gaby                  | Direkt terápia              | Shrinking                    | Apple TV+                 |                    |        |
| 2024 76. gála     |                       |                             |                              |                           |                    |        |
|                   | Liza Colón-Zayas      | Tina Marrero                | A mackó                      | The Bear                  | Prime Video        |        |
| Carol Burnett     | Norma Dellacorte      |                             | Palm Royale                  | Apple TV+                 |                    |        |
| Hannah Einbinder  | Ava Daniels           | Hacks – A pénz beszél       | Hacks                        | HBO Max                   |                    |        |
| Janelle James     | Ava Coleman           | Abbott Általános Iskola     | Abbott Elementary            | ABC                       |                    |        |
| Sheryl Lee Ralph  | Barbara Howard        | Abbott Általános Iskola     | Abbott Elementary            | ABC                       |                    |        |
| Meryl Streep      | Loretta Durkin        | Gyilkos a házban            | Only Murders in the Building | Hulu                      |                    |        |

## Rekordok
|                                              | Legjobb női mellékszereplő (vígjátéksorozat)                    | Legjobb női mellékszereplő (vígjátéksorozat) |
| -------------------------------------------- | --------------------------------------------------------------- | -------------------------------------------- |
| Legtöbb győzelem (színésznő)                 | Rhea Perlman, Doris Roberts (4)                                 |                                              |
| Legtöbb jelölés (színésznő)                  | Rhea Perlman, Loretta Swit (10)                                 |                                              |
| Legtöbb jelölés győzelem nélkül              | Julia Duffy (7)                                                 |                                              |
| Legtöbb győzelem (program)                   | Cheers, The Mary Tyler Moore Show (6)                           |                                              |
| Legtöbb jelölés (program)                    | Saturday Night Live (15)                                        |                                              |
| Legtöbb, egymást követő győzelem (színésznő) | Valerie Harper, Rhea Perlman, Laurie Metcalf, Doris Roberts (3) |                                              |

## Kapcsolódó szócikk
- Golden Globe-díj a legjobb női mellékszereplőnek (sorozat, minisorozat vagy tévéfilm)